# Vasilij Stepanovič Kuročkin
Vasilij Stepanovič Kuročkin (in russo Васи́лий Степа́нович Ку́рочкин?; San Pietroburgo, 9 agosto 1831 – San Pietroburgo, 27 agosto 1875) è stato un poeta, giornalista e traduttore russo.
Nacque in una famiglia di servi della gleba dopo Vladimir, drammaturgo, e Nikolaj, poeta e scrittore.
Come traduttore si occupò dell'opera di Béranger e come giornalista fu attivo nel periodo 1859-73 nella rivista Iskra. L'opera poetica è di ispirazione decabrista.